# جارزن
جارزن (انگلیسی: The Barker) فیلمی در ژانر رمانتیک است که در سال ۱۹۲۸ منتشر شد. از بازیگران آن می‌توان به بتی کامپسن اشاره کرد.